# Globalizáció

McDonald's éttermek a világ országaiban

Globalizáció alatt a nyugati civilizáció kezdeményezésére történő világszintű egységesedési, univerzalizálódási folyamatokat és azok következményeit értjük az élet számos területén. A globalizáció valós és virtuális hálózatokkal kapcsolja össze a világ valamennyi országának gazdaságát, társadalmát és kultúráját. A globalizáció újszerű és összetett folyamat, ezért nehéz pontos definíciót adni rá. Anthony Giddens meghatározása:
„A globalizáció a világot átfogó társadalmi kapcsolatok intenzitásának növekedése, amely révén távoli helyek úgy kapcsolódnak össze egymással, hogy az egyik helyen bekövetkező eseményeket sok kilométernyi távolságban lejátszódó folyamatok befolyásolják, és viszont.”
A globalizáció lehet gazdasági globalizáció, pénzügyi globalizáció, kulturális globalizáció (ennek speciális formája a szimbólumok globalizációja), információs globalizáció és nyelvi globalizáció. A globalizációs folyamatot a nemzetek közötti megállapodások és nemzetek feletti intézmények szabályozzák.
Veress József a globalizációról szóló könyvében a következőképpen fogalmaz:
„A globalizáció olyan, alapvetően hatalmi-gazdasági természetű folyamat, amelynek során a világgazdaság legerősebbé váló szereplői a legjelentősebb nemzetközi intézményeken keresztül, az adott és általuk formált jogi keretek között, saját érdekeik alapján egységesítik és általános érvényűvé teszik a gazdasági és politikai szabályokat.”

## Kialakulása, története
A globalizáció elődjének tekinthető a 13. századi Hanza-szövetség, mely az Észak-Európában és a Balti-térségben lévő kereskedővárosokat kapcsol össze. A 16. században a felfedezések és a gyarmatbirodalmak kiépítésével megkezdődött az atlanti kereskedelem. A globalizáció még nagyobb lendületet kapott az ipari forradalom után, sorra létesültek a vasútvonalak, kikötők. Az államok szabadkereskedelmi szerződéseket kötöttek egymás között, létrejött a valuták átválthatóságát biztosító aranyalap. A 20. század utolsó évtizedeiben a kommunikáció és a távközlési eszközök fejlődésével vált teljessé a globalizáció.

## Hatásai, következményei

### Nemzetközi szabadkereskedelem növekedése
Szabadkereskedelem alatt az áruk és a szolgáltatások országok közötti zavartalan, vámoktól és egyéb kereskedelmi akadályoktól mentes áramlását értjük. A szabadkereskedelem közgazdasági indokoltságát elsőként David Ricardo fejtette ki az 1817-ben megjelent A politikai gazdaságtan és az adózás alapelvei (On the Principles of Political Economy and Taxation) című művében. Ebben egy absztrakt modell segítségével bebizonyította, hogy a szabadkereskedelem minden részt vevő ország és az azokban élő minden gazdasági szereplő számára hasznos.

A WTO jelenlegi tagországai

Ez az elmélet a komparatív előnyök elméleteként vált ismertté. Lényege, hogy az egyes termelési tényezők előfordulása, kapacitása és azok költsége országonként változó, ebből adódóan minden országnak komparatív előnye van egy-egy termék előállításában. Ha mindegyik ország annak a terméknek az előállítására szakosodik, melynél komparatív előnye van, és többet termel a hazai szükségletnél, akkor ezt a többletet más országokba exportálhatja. Az így keletkező többletjövedelem fejében több jószágot tud importálni.
Nemzetközi megállapodások vezettek a szabadkereskedelem növekedéséhez, 1947-ben létrejött a GATT (General Agreement on Tariffs and Trade), vagyis az Általános Kereskedelmi és Vámtarifa Egyezmény. 1995-ben pedig megalakult a WTO, a Kereskedelmi Világszervezet, melynek célja a nemzetközi kereskedelem liberalizációja volt. A nemzetközi megállapodások mellett fontos szerepe volt még a nemzetközi kereskedelem növekedésében a technikai fejlődésnek, a szállítási és kommunikációs költségek csökkenésének.
| A GATT és ad WTO megalakulása, tárgyalásai | A GATT és ad WTO megalakulása, tárgyalásai | A GATT és ad WTO megalakulása, tárgyalásai | A GATT és ad WTO megalakulása, tárgyalásai                                               | A GATT és ad WTO megalakulása, tárgyalásai | A GATT és ad WTO megalakulása, tárgyalásai |
| Időpont                                    | Időtartam                                  | Részt vevő országok                        | Tárgy                                                                                    | Eredmény |                                            |
| ------------------------------------------ | ------------------------------------------ | ------------------------------------------ | ---------------------------------------------------------------------------------------- | --- | ------------------------------------------ |
| 1947. április                              | 7 hónap                                    | 23                                         | Vámegyezmények                                                                           | Az Általános Kereskedelmi és Vámtarifa Egyezmény aláírása, mely 45000 vámtarifa megállapodást tartalmazott 10 milliárd $ értékben                                                   |                                            |
| 1949. április                              | 5 hónap                                    | 13                                         | Vámegyezmények                                                                           | További 5000 vámtarifa megállapodás elfogadása |                                            |
| 1950. szeptember                           | 8 hónap                                    | 38                                         | Vámegyezmények                                                                           | További 8700 vámtarifa megállapodás elfogadása |                                            |
| 1956. január                               | 5 hónap                                    | 26                                         | Vámegyezmények és Japán felvétele                                                        | 2.5 milliárd $ vámkedvezmény |                                            |
| 1960. szeptember                           | 11 hónap                                   | 26                                         | Vámegyezmények                                                                           | 4.9 milliárd $ vámkedvezmény |                                            |
| 1964. május                                | 37 hónap                                   | 62                                         | Vámegyezmények                                                                           | 40 milliárd $ vámkedvezmény, dömpingellenes intézkedések |                                            |
| 1973. szeptember                           | 74 hónap                                   | 102                                        | Vámegyezmények, keretmegállapodások                                                      | 300 milliárd $ vámkedvezmény, a GATT tevékenységét kiterjesztették a nem tarifás kereskedelmi akadályok területére is                                                               |                                            |
| 1986. január                               | 87 hónap                                   | 123                                        | Vámegyezmények, a szolgáltatások és a szellemi tulajdon szabályozása, a WTO megalakulása | A WTO megalakulása, kereskedelmi tárgyalások és mezőzadasági támogatások |                                            |
| 2001. november                             | ?                                          | 141                                        | Vámegyezmények, munkaügyi, környezetvédelmi, szabadalmi szabályozások                    | A nemzetközi kereskedelem erősítését, a piacok további megnyitását, valamint a fejlődő országok világkereskedelembe történő erősebb integrációját elősegítő intézkedések elfogadása |                                            |

### Multinacionális és transznacionális vállalatok térnyerése

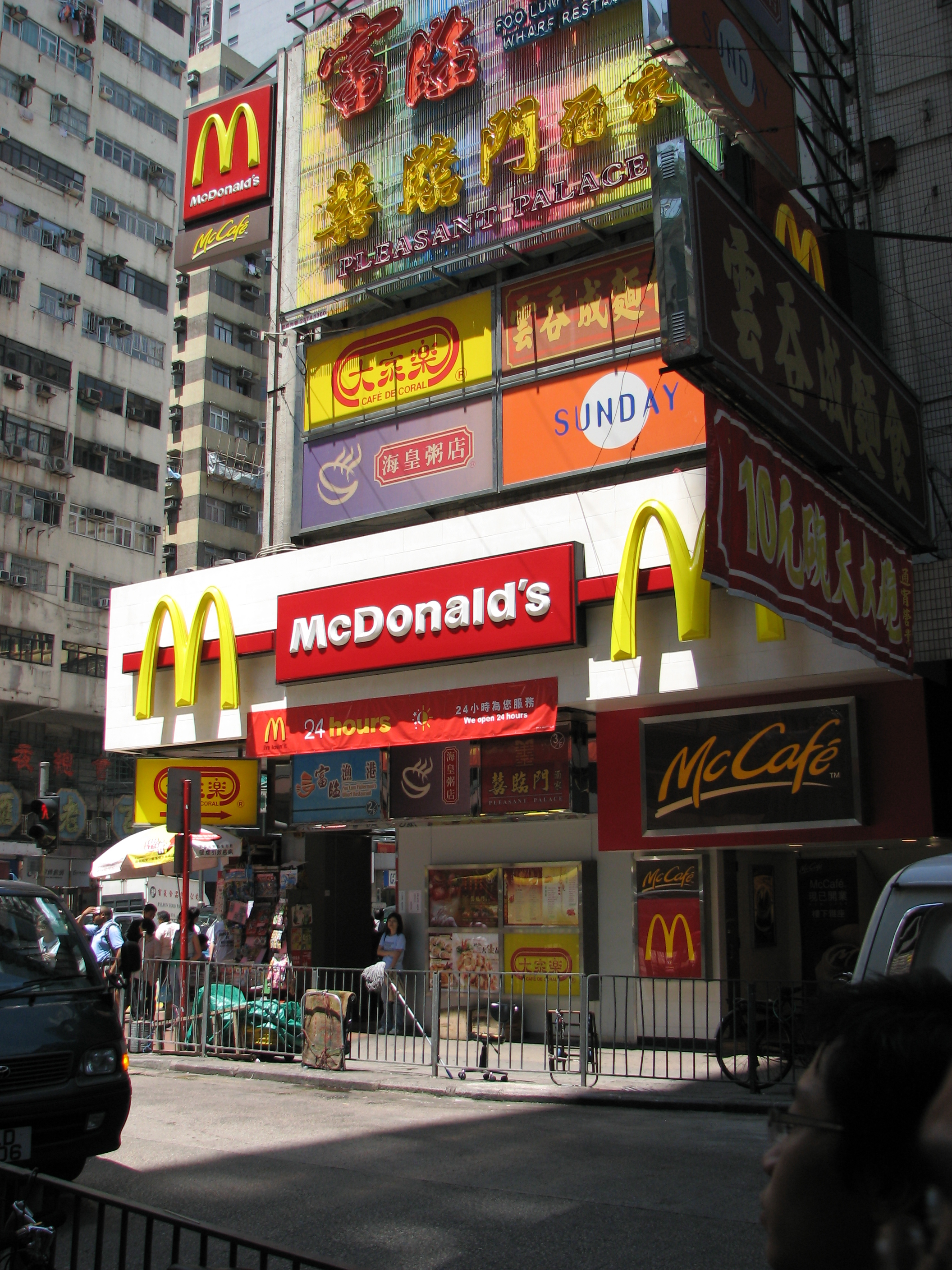
McDonald's üzlet HongKongban

A multinacionális vállalat (időnként multi) olyan vállalatot jelöl, amely számos országban (gyakran több földrészen) rendelkezik telephellyel, így többféle nemzeti identitást vesznek fel. Gyakran merül fel az a vád ezen vállalatokkal szemben, hogy a gazdasági versenyt korlátozni törekszenek.
A multinacionális vállalatok és a transznacionális vállalatok közötti különbség, hogy a multinacionális vállalatok tulajdonosai több nemzetből kerülnek ki, míg a transznacionális vállalatok tulajdonosai egy nemzetből kerülnek ki, gyakran egy elég szűk, behatárolható csoportból, de ők is több országban is folytatnak tevékenységet. A multinacionális vállalatok a legdinamikusabban fejlődő vállalkozások közé tartoznak.
A fejlődésük és növekedésük oka, hogy a vállalatok egyes piacokon gazdasági erőfölényre tehetnek szert, továbbá képesek a veszteségeinek országok közötti átcsoportosítására. A munkaigényes, vagy a különösen szennyező iparágakat az olcsó munkabérű, laza környezetvédelmi követelményeket támasztó harmadik világba telepítik át. A tudományos, technikai tevékenységek pedig az anyaország területén maradnak.

### Homogenizálódás
A homogenizálódás a kulturális és pénzügyi globalizáció folyamata, aminek lényege az egységes(ebb) szokások és működések szükségszerű kialakulása. Általában nemzetközi üzletláncok (pl.: McDonald’s, Tesco) terjedésével és egy egységes fogyasztói kultúra kialakulásával jár. A globalizáció kritikusai ezt a folyamatot támadják leginkább, mivel sokak szerint ezek a folyamatok az országok, népek saját identitásának eltűnésével járnak, más vélemények szerint viszont ez kizárt, mert a kulturális identitások eltüntetése nem áll a gazdasági folyamatok érdekében.

## Negatív hatások
A globalizáció negatív hatásai leginkább a szociális jólét és biztonság terén tapasztalhatóak. A világméretű folyamatok miatt jellemző a nemzetközi és az országokon belüli egyenlőtlenségek növekedése, a fokozódó elszegényedés[forrás?]. A szegényebb rétegek kirekesztetté válnak, nehezebben jutnak hozzá a gazdasági és a technológiai fejlődés vívmányaihoz. Megjelenik a munkanélküliség, a kisvállalkozások tönkremennek a multinacionális cégekkel való versenyben. A szociális védőháló is szétszakad, eltűnnek a jóléti intézmények, vagy fenntartásuk egyre nagyobb nehézségekbe ütközik.
A globalizáció hívei szerint minden állam profitál a folyamatból, de egyesek szerint nem ez látszik, az elmúlt évtizedekben eleinte nőttek a fejlett és fejletlen országok közötti különbségek. A 20. század utolsó negyedében, amikor a globalizáció folyamatai kibontakoztak, a világ különböző régióinak fejlődése hatalmas eltéréseket mutatott. A fejlett nyugat évi átlagos növekedése 2%, ezzel szemben az elmaradottabb Latin-Amerikáé csak 0,9%, Afrika stagnált, Közép- és Kelet-Európa pedig -1,1%-os hanyatlást mutatott. A leggazdagabb és legszegényebb országok közötti jövedelemszint-különbség 1913-ban 1:10, 1950-ben 1:26, 1990-ben pedig már 1:40 arányú volt. De ez a folyamat lassan megfordulni látszik.
Egyes vélemények szerint a globalizáció rossz irányba halad, mivel kizárólag a nemzetközi pénzoligarchia vagyonának a gyarapítása a célja, de ezek a vélemények bizonyítékok híján inkább az összeesküvés-elméletekkel rokoníthatók. Ezzel kapcsolatban ír Endrey Antal A disznófejű nagyúr című művében. Jelenleg Drábik János az egyik leginkább globalizáció ellenes magyar szerző, valamint a témának a gazdasági-társadalmi problémáival foglalkozik a Fenntartható Fejlődés és Erőforrások Kutatócsoport.